# Bombtrack
Bombtrack – trzeci singel amerykańskiego zespołu Rage Against the Machine, pochodzący z debiutanckiego albumu studyjnego tego zespołu, zatytułowanego Rage Against the Machine. Został wydany w 1994 roku. Okładka przedstawia Che Guevarę, zaś nakręcony do utworu teledysk opowiada o Sendero Luminoso i Abimaelu Guzmanie.

## Lista utworów
1. "Bombtrack"
2. "Bombtrack [Session Version]"
3. "Bombtrack [Live Version]"